# Ronisia
Ronisia (лат.) — род ос-немок из подсемейства Mutillinae.

## Распространение
В Палеарктике около 6 видов, в Европе около 5 видов. Для СССР указывался 1 вид.

## Описание
Среднего размера пушистые осы (8—16 мм). Мандибулы 2-зубые. 2-й стернит брюшка с высоким уступом у основания. У самцов 13-члениковые усики, у самок — 12-члениковые. Тело в густых волосках. Самка осы пробирается в чужое гнездо и откладывает яйца на личинок хозяина, которыми кормятся их собственные личинки.

### Виды Европы
- Ronisia barbara (Linnaeus, 1758) (=Mutilla barbara Linnaeus, 1758)
- Ronisia barbarula (Petersen, 1988)
- Ronisia brutia (Petagna, 1787)
- Ronisia ghilianii (Spinola, 1843)
- Ronisia marocana (Olivier, 1811)
- Другие виды